# Gūrānābād-e Qazzāq
Gūrānābād-e Qazzāq (persiska: گوران آباد قزاق) är en ort i Iran.   Den ligger i provinsen Västazarbaijan, i den nordvästra delen av landet, 600 km väster om huvudstaden Teheran. Gūrānābād-e Qazzāq ligger 1 324 meter över havet och antalet invånare är 127.
Terrängen runt Gūrānābād-e Qazzāq är kuperad åt sydväst, men åt nordost är den platt.Runt Gūrānābād-e Qazzāq är det ganska tätbefolkat, med 108 invånare per kvadratkilometer. Närmaste större samhälle är Naqadeh, 6,0 km öster om Gūrānābād-e Qazzāq. Trakten runt Gūrānābād-e Qazzāq består till största delen av jordbruksmark.